# ایدریالیت
ایدریالیت  (به انگلیسی: Idrialite) با فرمول شیمیایی C22 H14 از مجموعه کانی هاست و لومینسانس آبی روشن (Idria)، زرد متمایل به سبزیاسبزروشن-باآب مقطرتمیزمی‌شود-کانی مشابه آن اونکیت است. از نام محل Idria در یوگسلاوی گرفته شده‌است. دراسید سولفوریک محلول است -در حرارت بین ۲۶۰ تا ۳۶۰ درجه سانتی گرادذوب می‌شود - باآب مقطرتمیزمی‌شود. C:۹۴٫۹۲٪ H:۵٫۰۸٪ از نظر شکل بلور: پهن و کوتاه، رنگ: زرد متمایل به سبز - سبز- خاکستری - قهوه‌ای روشن - قهوه‌ای سیر، شفافیت: نیمه شفاف، شکستگی: صدفی، جلا: شیشه‌ای - الماسی، رخ: کامل - مطابق با سطح با شکستگی صدفی، سیستم تبلور: ارترومبیک و در رده‌بندی مواد آلی است و منشأ تشکیل آن هیدروترمال - آتشفشانی است.
همایند کانی‌شناسی (پارانژ) آن اونکیت- اونکیت- سینابر- کلسیت- مارکاسیت- کالسدوئن است
، از نظر ژیزمان تجمع دانه‌ای - توده‌ای - پیازی - آغشتگی با سینابر تقریباً کمیاب است و بیشتر در یوگسلاوی (ایدریا)، چک اسلواکی و آمریکا یافت می‌شود.